# Yarianna Martínez
Yarianna Martínez Iglesias (* 20. September 1984 in Pinar del Río) ist eine kubanische Dreispringerin.
Martínez trat international erstmals in Erscheinung, als sie bei den Leichtathletik-Juniorenweltmeisterschaften 2002 in Kingston die Silbermedaille im Dreisprung gewann. 2005 sicherte sie sich den Titel bei den Zentralamerika- und Karibikmeisterschaften in Nassau. Bei der Sommer-Universiade 2007 in Bangkok wurde sie Dritte. Sie nahm an den Leichtathletik-Weltmeisterschaften 2007 in Osaka und an den Olympischen Spielen 2008 in Peking teil, konnte sich dort jedoch jeweils nicht für das Finale qualifizieren. Bei der Sommer-Universiade 2009 in Belgrad gewann sie mit persönlicher Bestweite von 14,40 m die Goldmedaille.

## Bestleistungen
- Dreisprung: 14,40 m, 11. Juli 2009, Belgrad